# Rudy Matima
Rudy Matima, né le 8 mars 1997 à Ivry-sur-Seine, est un joueur professionnel français de hockey sur glace.

## Carrière
En 2001, à l'âge de quatre ans et demi, Rudy Todd Matima s’initie au hockey sur glace au HCAP club d’Athis-Paray, dans l'Essonne, suivant l'exemple de son frère.
Rudy Matima rejoint le sport étude d'Amiens et le HCAS en 2010. Pour la saison 2010-2011 il est couronné d'un titre de champion de France U15, durant la saison 2011-2012 c'est le doublé champion de France U15 et U18 élite B, Il intègre cette même année le centre de formation des Gothiques d'Amiens. Il remporte les titres de Champion de France U18 en 2013, En parallèle, il fait ses premiers pas en Equipe de France (U16) où il participe dès lors, chaque année, aux rassemblements. puis il décroche le titre de Champion de France U22 en 2014. Il fait ses débuts dans l'équipe première durant la saison 2014-2015.
Il remporte trois médailles avec les équipes de France jeunes : la médaille de bronze Division 1 groupe A du championnat du monde U18 2014-2015, la médaille d’or Division 1 groupe B au championnat du monde U20 2015-2015 et la médaille de bronze Division 1 groupe A au championnat du monde U20 2016-2017.
En 2017-2018, âgé de 20 ans, il intègre l'équipe de France senior avec laquelle il participe alors à plusieurs rassemblements.
Lors de la saison 2017-2018, il se voit attribuer le trophée Jean-Pierre-Graff de meilleur espoir.
En 2018-2019, avec l'équipe d'Amiens il gagne la coupe France et fait partie du premier stage de préparation pour le championnat du monde 2019 . En 2019-2020 toujours avec l'équipe d'Amiens il remporte une deuxième fois la coupe de France.

## Statistiques
| Saison    | Équipe                 | Ligue        |    | Saison régulière | Saison régulière | Saison régulière | Saison régulière | Saison régulière |   | Séries éliminatoires | Séries éliminatoires | Séries éliminatoires | Séries éliminatoires | Séries éliminatoires |
| Saison    | Équipe                 | Ligue        | PJ | B                | A                | Pts              | Pun              | PJ               | B | A                    | Pts                  | Pun                  |                      |                      |
| 2014-2015 | Gothiques d'Amiens     | Ligue Magnus | 1  | 0                | 0                | 0                | 0                | -                | - | -                    | -                    | -                    |                      |                      |
| 2015-2016 | Gothiques d'Amiens     | Ligue Magnus | 20 | 0                | 0                | 0                | 0                | 5                | 0 | 0                    | 0                    | 0                    |                      |                      |
| 2015-2016 | Castors d'Asnières     | Division 2   | 6  | 1                | 4                | 5                | 4                | 3                | 1 | 0                    | 1                    | 20                   |                      |                      |
| 2016-2017 | Gothiques d'Amiens     | Ligue Magnus | 39 | 0                | 3                | 3                | 8                | 5                | 2 | 0                    | 2                    | 0                    |                      |                      |
| 2016-2017 | Corsaires de Dunkerque | Division 1   | 4  | 3                | 2                | 5                | 2                | -                | - | -                    | -                    | -                    |                      |                      |
| 2016-2017 | Lions de Wasquehal     | Division 2   | 4  | 5                | 2                | 7                | 12               | 1                | 0 | 1                    | 1                    | 2                    |                      |                      |
| 2017-2018 | Gothiques d'Amiens     | Ligue Magnus | 42 | 14               | 7                | 21               | 12               | 12               | 2 | 2                    | 4                    | 10                   |                      |                      |
| 2018-2019 | Gothiques d'Amiens     | Ligue Magnus | 41 | 12               | 9                | 21               | 16               | 11               | 3 | 2                    | 5                    | 2                    |                      |                      |
| 2019-2020 | Gothiques d'Amiens     | Ligue Magnus | 39 | 7                | 9                | 16               | 10               | 4                | 1 | 1                    | 2                    | 0                    |                      |                      |
| 2020-2021 | Gothiques d’Amiens     | Ligue Magnus | 21 | 4                | 11               | 15               | 6                | -                | - | -                    | -                    | -                    |                      |                      |
| 2021-2022 | Gothiques d’Amiens     | Ligue Magnus | 23 | 1                | 6                | 7                | 2                | 6                | 2 | 1                    | 3                    | 2                    |                      |                      |
| 2022-2023 | Scorpions de Mulhouse  | Ligue Magnus | 37 | 10               | 18               | 28               | 6                | 3                | 0 | 3                    | 3                    | 4                    |                      |                      |

## Trophées et honneurs personnels
- 2017-2018 : meilleur espoir de la Ligue Magnus, trophée Jean-Pierre-Graff